# Station Cottingley
Cottingley is een spoorwegstation van National Rail in Cottingley, Leeds in Engeland. Het station is eigendom van Network Rail en wordt beheerd door Northern Rail. Het station is geopend in 1988.